# Мерисвил (Ајова)
Мерисвил (енгл. Marysville) град је у америчкој савезној држави Ајова. По попису становништва из 2010. у њему је живело 66 становника.

## Демографија
Према попису становништва из 2010. у граду је живело 66 становника, што је 12 (22,2%) становника више него 2000. године.
| Група             | 2000.      | 2010.      |
| Белци             | 51 (94,4%) | 62 (93,9%) |
| Афроамериканци    | 0 (0,0%)   | 0 (0,0%)   |
| Азијати           | 0 (0,0%)   | 0 (0,0%)   |
| Хиспаноамериканци | 0 (0,0%)   | 0 (0,0%)   |
| Укупно            | 54         | 66         |